# Anticorps anti-Saccharomyces cerevisiae
Pour les articles homonymes, voir ASCA.
Les anticorps anti-Saccharomyces cerevisiæ (« Anti–Saccharomyces cerevisiae antibodies » ou ASCA, en anglais) sont un outil de diagnostic en médecine pour déterminer le type d'une maladie gastro-intestinale de type colite.
Il s'agit d'anticorps dirigés vers des éléments de la paroi des cellules de Saccharomyces cerevisiae. 
Un résultat positif à ce test (présence d'anticorps) permet de montrer le caractère biotique de la maladie, comme dans le cas de la maladie de Crohn, et de la séparer des autres types d'étiologie, comme le caractère auto-immun comme dans le cas de la maladie cœliaque.